# Jake McLaughlin
Jacob Adam "Jake" McLaughlin (Paradise, Califòrnia, 7 d'octubre de 1982) és un ex soldat i actor estatunidenc. És conegut per interpretar Gordon Bonner a A la vall d'Elah i William Tate a Believe.

## Biografia
McLaughlin és fill de John P. McLaughlin i Rebecca Kay De Victoria. Va assistir a la Notre Dame School ia la Chico High School. Es va mudar al sud de Califòrnia i va obtenir el GED de la North Hollywood High. Es va unir a l'Exèrcit dels Estats Units el 2002. Va formar part de la 3a Divisió d'Infanteria. La seva unitat va ser una de les primeres a entrar a Bagdad. Va servir a l'Iraq durant quatre anys, però va ser ferit de gravetat. Va ser guardonat pels seus esforços. Va aparèixer a la revista Soldier of Fortune i és esmentat al llibre Thunder Run de David Zucchino.
El 2004, es va casar amb Stephanie McLaughlin, amb qui té quatre fills.

### Carrera
Després de deixar l'exèrcit, McLaughlin va treballar en un vaixell a Oregon i com a guàrdia de seguretat a Universal Studios, fins que es va assabentar per a la pel·lícula de Paul Haggis, A la vall d'Elah.
Ha aparegut en pel·lícules tals com The Day the Earth Stood Still, Cloverfield, Super 8 i The Savages.
També va aparèixer en un episodi de The Unit i CSI: Crime Scene Investigation. El seu primer paper important va ser a Crash, adaptació de la pel·lícula del mateix nom protagonitzada per Don Cheadle i Ryan Phillippe. Altres crèdits a la televisió inclouen participacions a Herois, Grey's Anatomy i The Mentalist.
El 14 de febrer de 2013, Jake McLaughlin va ser seleccionat per interpretar a Tate, a la sèrie de televisió Believe.

## Filmografia
| Cinema      | Cinema                         | Cinema                  | Cinema                     |
| Any         | Pel·lícula                     | Rol                     | Notes                      |
| ----------- | ------------------------------ | ----------------------- | -------------------------- |
| 2007        | A la vall d'Elah               | Gordon Bonner           |                            |
| 2008        | Cloverfield                    | Pilot d'helicòpter      |                            |
| 2008        | The Day the Earth Stood Still  | Soldat                  |                            |
| 2011        | Super 8                        | Merrit                  |                            |
| 2011        | Warrior                        | Mark Bradford           |                            |
| 2012        | Safe House                     | Miller                  |                            |
| 2012        | The Savages                    | Doc                     |                            |
| 2014        | Pain                           | Inquisidor              |                            |
| 2015        | Black Dog, Red Dog             | Paul                    |                            |
| 2015        | Forever                        | Tom                     |                            |
| 2015        | Another Time                   | Adam                    |                            |
| 2020        | Home                           | Marvin                  |                            |
| Televisió   |                                |                         |                            |
| Any         | Títol                          | Rol                     | Notes                      |
| 2007        | The Unit                       | Prison Guard            | 1 episodi                  |
| 2007        | CSI: Crime Scene Investigation | Matt Bartley            | 1 episodi                  |
| 2008        | Leverage                       | Cpl. Robert Perry       | 1 episodi                  |
| 2008        | Criminal Minds                 | Oficial Tom Kayser      | 1 episodi                  |
| 2008        | Herois                         | Sligo                   | 1 episodi                  |
| 2008        | Criminal Minds                 | Oficial Tom Kayser      | 1 episodi                  |
| 2009        | Chasing a Dream                | John Van Horn           | Pel·lícula per a televisió |
| 2009        | Cold Case                      | James Addison           | 2 episodis                 |
| 2009        | Crash                          | Bo Olinville            | 13 episodis                |
| 2010        | NCIS: Los Angeles              | Keith Rush              | 1 episodi                  |
| 2010        | Grey's Anatomy                 | Aaron Karev             | 1 episodi                  |
| 2011        | The Mentalist                  | Rowdy Merriman          | 1 episodi                  |
| 2011        | In Plain Sight                 | John Shears/John Stills | 1 episodi                  |
| 2012        | CSI: Miami                     | Sam Laughlin            | 1 episodi                  |
| 2014        | Believe                        | William Tate            | Elenc principal            |
| 2014        | Scorpion                       | James Corbin            | 1 episodi                  |
| 2015 - 2018 | Quantico                       | Ryan Booth              | Elenc principal            |
| 2022        | Black Bird                     | Gary Hall               | 2 episodis                 |
| 2023        | Will Trent                     | Michael Ormewood        | Elenc principal            |